# 菲爾希納-龍尼冰棚

2010年1月巨型海冰脱离冰架时的情景。

龙尼-菲尔希纳冰架（英語：Filchner-Ronne Ice Shelf）位于西南极洲威德尔海沿岸，被伯克纳岛分为两部分，岛西为面积较大的龙尼冰架78°30′S 61°00′W / 78.500°S 61.000°W，东为菲尔希纳冰架79°00′S 40°00′W / 79.000°S 40.000°W。东临科茨地，西为南极半岛。
2010年1月12日至1月13日期间，一块比美国罗得岛州面积还要大的巨型海冰在一天之内从龙尼-菲尔希纳冰架上迅速脱离并解体为许多碎块。